# 해달 및 물개류 보호 국제조약

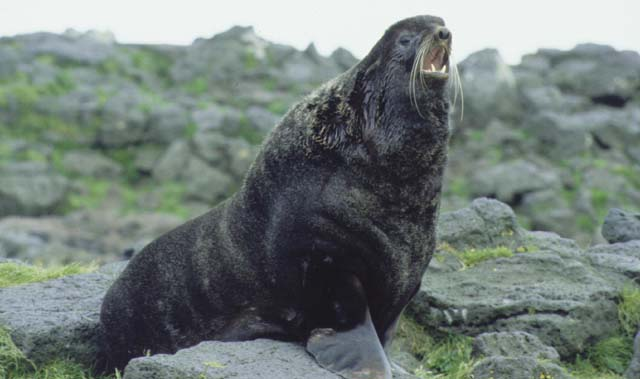
해달과 함께 보호의 대상이 된 북방물개.

해달 및 물개류 보호 국제조약(일본어: 猟虎及膃肭獣保護国際条約) 또는 1911년 북태평양 물개류 보호조약(North Pacific Fur Seal Convention of 1911)은 1911년에 체결된 해달 및 물개의 보호에 대한 국제 조약으로, 동물 보호에 관한 초창기 조약이다.
18세기 비투스 베링의 알래스카 탐험에 동행한 박물학자 게오르크 빌헬름 스텔러는 유럽에 해달의 모피 등을 가지고 돌아가 소개했다. 이윽고 해달의 모피는 치밀하고 유연한 점으로 인기를 끌어, 1872년부터 쿠릴 열도 일대에 일확천금을 노린 사냥꾼들의 배가 출몰하여 남획이 시작되었다. 1873년 이후로는 서양인뿐 아니라 일본도 이 대열에 뛰어들어 메이지 시대 일본에서도 해달 모피가 붐을 이루었다. 때문에 19세기 중엽에는 20만 ~ 30만 마리로 추측된 해달 수는 순식간에 감소하여 멸종 직전의 상태가 되었다. 이때 해달과 서식지가 중복되는 물개 역시 모피와 약재의 원료로 유통되었기 때문에 급감하였다. 해달과 물개의 인근 국가인 러시아, 일본, 미국, 캐나다 4개국은 1911년에 국제 조약을 체결하면서 남획에 제동을 걸 제도적 조치를 강구하게 되었다.
조약 자체는 15년의 시한 조약이며 취소할 때 연장하지 않았으므로 1925년에 소멸되었다.